# Hetmanți, Rozdilna
Hetmanți (în ucraineană Гетьманці) este un sat în comuna Stepanivka din raionul Rozdilna, regiunea Odesa, Ucraina.

## Demografie
Componența lingvistică a localității Hetmanți
     Ucraineană (87,5%)
     Română (8,33%)
     Rusă (4,17%)
Conform recensământului din 2001, majoritatea populației localității Hetmanți era vorbitoare de ucraineană (87,5%), existând în minoritate și vorbitori de română (8,33%) și rusă (4,17%).